# サミュエル・オーギュスト・ティソ

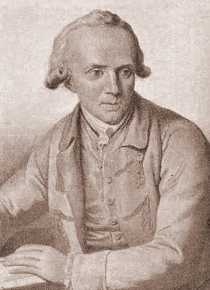
サミュエル・オーギュスト・ティソ

サミュエル・オーギュスト・ティソ（Samuel-Auguste Tissot、1728年 - 1797年）は、スイスの医師。
その著書『オナニスム』（L'Onanisme, 1760年）において、オナニーの悪影響について述べた。彼によれば、精液が体内から大量に失われると体力、記憶力が低下するという。
以後、オナニー有害論の典拠として挙げられることがある。
1760年頃にはティソは De Morbisex Manustuprationeを、1764年には『オナニスム』を出版する。これは、ヨーロッパ中に名声を博していた臨床医による、医学面からの有害性を訴えた本であり、ドイツの哲学者カントは『教育学』（1803年）において自慰の有害性を主張し、またルターも有害性を主張するなど、ティソのオナニー有害論は広く影響を与えた。